# Exeter St Davids
Exeter St. Davids – węzłowa stacja kolejowa w mieście Exeter, w hrabstwie Devon, o znaczeniu regionalnym i ogólnokrajowym. Jest największą stacją kolejową w mieście. Budynek dworca zaprojektował XIX-wieczny inżynier i architekt brytyjski Isambard Kingdom Brunel, początkowo jako stację czołową. Do ogólnobrytyjskiej sieci kolei włączona w roku 1876. Stacja bez sieci trakcyjnej.

## Ruch pasażerski
Stacja Exeter St Davids obsługuje 2 206 706 pasażerów rocznie (dane za okres od kwietnia 2021 do marca 2022). Posiada bezpośrednie połączenia z następującymi większymi miejscowościami: Barnstaple, Birmingham, Bristol. Glasgow, Leeds, Liverpool, Londyn, Penzance, Plymouth, Southampton. Obsługuje również lokalną linię do Exmouth.

## Linie kolejowe wychodzące z Exeter St Davids
- Linia kolejowa Bristol – Exeter
- Linia kolejowa Exeter – Plymouth
- Riviera Line
- Tarka Line
- Avocet Line
- West of England Main Line

## Obsługa pasażerów
Kasy biletowe, automaty biletowe, wózki peronowe, windy peronowe, kiosk, WC, bar, księgarnia, poczekalnia, przystanek autobusowy, postój taksówek.